# Maria Franciszek Rostworowski

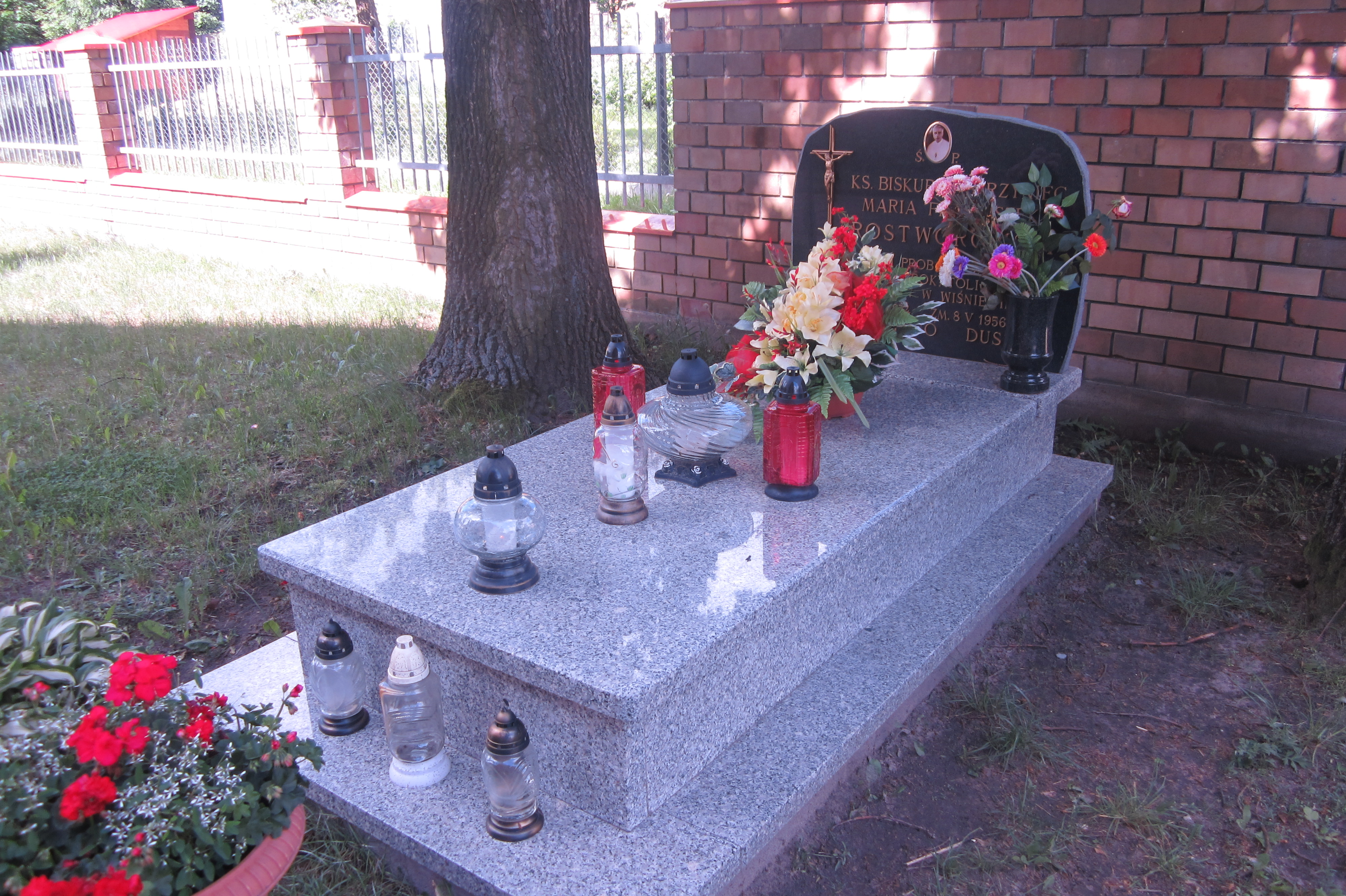
Nagrobek bpa Rostworowskiego na terenie przykościelnym w Wiśniewie

Wawrzyniec Maria Franciszek Rostworowski, właściwie Wawrzyniec Ignacy Ksawery Rostworowski, zwany Biedaczyną Mariawickim (ur. 29 lipca 1874 w Milejowie, zm. 8 maja 1956 w Wiśniewie) – biskup Kościoła Starokatolickiego Mariawitów, ordynariusz diecezji lubelsko-podlaskiej.

## Życiorys
Wawrzyniec Rostworowski urodził się w arystokratycznej rodzinie Rostworowskich. Po ukończeniu szkoły realnej wstąpił do rzymskokatolickiego seminarium duchownego. Po święceniach kapłańskich został kapelanem arcybiskupa warszawskiego Wincentego Chościaka-Popiela, który był jego kuzynem.
Pod koniec 1898 roku młody duchowny związał się z tajnym Zgromadzeniem Kapłanów Mariawitów. Był wówczas wikariuszem w warszawskiej parafii św. Antoniego, a następnie w Błoniu pod Warszawą. W 1901 roku złożył wieczyste śluby zakonne przybierając imiona Maria Franciszek. Wkrótce za szerzenie idei mariawityzmu został karnie przeniesiony do Wiśniewa, gdzie był początkowo proboszczem parafii rzymskokatolickiej, a po 1906 roku organizatorem i pierwszym proboszczem parafii mariawickiej.
W 1907 roku został wybrany zwierzchnikiem kustodii mariawickiej na Podlasiu. Z pieniędzy uzyskanych ze spadku zakupił działkę pod kościół mariawicki w Mińsku Mazowieckim. Sporą cześć swoich prywatnych pieniędzy przeznaczył też na rozbudowę infrastruktury katedry mariawickiej w Płocku i ośrodka mariawickiego w Wiśniewie.
4 października 1923 roku kapłan Maria Franciszek Rostworowski otrzymał sakrę biskupią i został ordynariuszem diecezji lubelsko-podlaskiej. Prowadził działalność charytatywną, dbał o kontakty zagraniczne Kościoła Mariawitów, szczególnie z prawosławnymi patriarchatami w Afryce, Azji i Europie. 
W czasie II wojny światowej biskup zorganizował przy swojej parafii szpital polowy dla żołnierzy Armii Krajowej.

## Rodzina
Maria Franciszek Rostworowski pochodził z lubelskiej linii rodu Rostworowskich. Był wnukiem radcy stanu i senatora Cesarstwa Rosyjskiego, Antoniego Melitona Rostworowskiego, bratem senatora II RP, Wojciecha Rostworowskiego i stryjem Piotra Rostworowskiego. 
Jego synem ze związku z Heleną Miłkowską-Rostworowską był kapłan mariawicki, Franciszek Maria Wawrzyniec Rostworowski.